# 秀丽龙胆
秀丽龙胆（学名：Gentiana bella）是龙胆科龙胆属的植物，是中国的特有植物。分布于中国大陆的云南等地，生长于海拔3,000米至4,050米的地区，一般生于高山草甸、林下和草地，目前尚未由人工引种栽培。